# Mary Jimenez
Mary Jimenez, née le 16 août 1948 à Lima (Pérou), est une réalisatrice belgo-péruvienne. Auteure de plusieurs films de fiction et d'une dizaine de films documentaires, dont Du verbe aimer et L'Air de rien, elle est aujourd’hui très investie dans la lutte pour la représentation des femmes dans le milieu du cinéma.

## Biographie

### Formation
Née au Pérou, Mary Jimenez étudie l’architecture à Lima puis se rend à Bruxelles pour suivre des études en cinéma à l’Institut national supérieur des arts du spectacle (Insas).

### Carrière
Elle donne des cours de réalisation et de direction d'acteurs à l’école de cinéma de los Baños à Cuba, au département audiovisuel de l'école d'art de Lausanne, à l’Insas et à l'Institut des arts de diffusion en Belgique,.
Elle réalise ou co-réalise des films de fiction et une dizaine de films documentaires, plusieurs émissions radiophoniques, sélectionnés dans plusieurs festivals et souvent primés.
Son premier long métrage 21:12 Piano Bar obtient le prix des Cinémas d’art et d’essai. Il est en compétition au festival international du film de Mannheim-Heidelberg et présenté au festival international de cinéma de Figueira da Foz et au festival de Locarno,.
Elle produit elle-même le film documentaire Du verbe aimer à caractère autobiographique qui est présenté au Berlinale Forum en 1985,.
Elle crée ensuite sa propre maison de production, Les Productions de la Phalène, avec Jacqueline Louis. Par la suite elle travaille avec Tarentule et Dérives, l'atelier de production des frères Dardenne.
L’Air de Rien, une fiction, se distingue par une plus grande légèreté. Une jeune femme, Jessie, apprend sa mort prochaine. Elle choisit de renouer avec sa propre vie et part en voyage dans sa propre ville, Bruxelles. Le film obtient le prix de la mise en scène au 3e festival de Barcelone dont il ouvre la compétition. Il est présenté à Cannes et au festival international du nouveau cinéma et de la vidéo de Montréal,.

#### Avec Bénédicte Liénard
À partir de 2013, elle travaille à plusieurs reprises avec la réalisatrice Bénédicte Liénard. Ensemble, elles réalisent Sobre las brasas (2013), l'histoire d’une femme en Amazonie péruvienne qui fait le choix de l’indépendance et de la liberté. Le film remporte le prix du jury au Fidoc, le grand prix au festival Filmer le travail à Poitiers, le prix Quadrature du cercle au festival Filmer à tout prix et le prix du jury au festival de Taiwan,,.
Leur deuxième film, Le Chant des hommes (2016) est librement inspiré par de nombreux récits de personnes migrantes sans papier,. Il est sélectionné pour le 56e festival international du film de Thessalonique , le 15e festival international du film de Marrakech et le Luxembourg City Film Festival.
En 2019, elles créent Sortir du noir au Théâtre de Liège, un travail engagé sur la réalité des flux migratoires qui associe intimement le spectateur. Cette œuvre est basée sur des récits récoltés en Tunisie par les deux réalisatrices et mêle de façon interactive l'image, le son, la performance vivante, le plateau de théâtre devenant le lieu de la parole des oubliés.
La même année, elles écrivent et réalisent By the Name of Tania, un film à mi-chemin entre le documentaire et la fiction qui donne une voix aux victimes de la région des mines d’or au Pérou. Racontant l'histoire de Tania, tombée dans l'enfer de la prostitution au Pérou, le film est basé sur des témoignages réels. Il est présenté en compétition officielle lors du 34e festival international du film francophone de Namur (prix spécial du jury), sélectionné à la Berlinale, nommé pour les Magritte du cinéma en 2020, dans la catégorie meilleur documentaire, et lauréat du prix du meilleur long métrage international au festival de Raindance,,,.
Elle est aujourd’hui très investie dans la lutte pour la représentation des femmes dans le milieu du cinéma.
En 2024, elles achèvent le long métrage Fuga. 

### Rétrospectives
Le British Film Institute a présenté une rétrospective de ses films et le Festival dei popoli lui consacre une rétrospective en 2015. Le festival de Lima lui consacre une rétrospective en 2024.

## Filmographie
- 1981 : 21:12 Piano Bar
- 1981 : La Distance sensible
- 1985 : La Moitié de l'amour
- 1985 : Du verbe aimer
- 1985 : Différences
- 1988 : Fiestas
- 1989 : L'Air de rien — également scénariste
- 1999 : Loco Lucho
- 2007 : La Position du lion couché
- 2009 : Le Dictionnaire selon Marcus
- 2012 : Héros sans visage[20]
- 2013 : Sur les braises, documentaire co-réalisé avec Bénédicte Liénard
- 2014 : Face Deal
- 2015 : Le Chant des hommes — également scénariste —, co-réalisé avec Bénédicte Liénard
- 2019 : By the Name of Tania, documentaire co-réalisé avec Bénédicte Liénard
- 2024 : Fuga, film hybride[Quoi ?] co-réalisé avec Bénédicte Liénard

## Prix
- Prix de la confédération du cinéma d'Art et d'Essai pour 21:12 Piano Bar[4]
- Prix de la mise en scène au festival de Barcelone pour L'Air de rien[8]
- Prix de la mise en scène au festival de Taiwan pour Loco Lucho[2]
- Prix de l'interculturalité, festival Filmer à tout prix pour La Position du lion couché[7]
- 2013 : Prix du festival Filmer le travail (Poitiers) pour Sur des braises[10]
- 2013 : Prix du jury au FIDOC (Chili) pour Sur des braises[10]
- 2014 : Prix du jury au festival de Taiwan TIDF
- 2025 : Prix du jury pour Fuga au Festival Écrans mixtes de Lyon